# Hypotaenidia
Hypotaenidia är ett fågelsläkte i familjen rallar inom ordningen tran- och rallfåglar med utbredning från Indien och Ryukyuöarna till Nya Zeeland och Tahiti.

## Arter i släktet
Släktet består vanligen av tolv arter, varav tre är utdöda i modern tid:
- Okinawarall (H. okinawae)
- Zebrarall (H. torquata)
- Rostbandad rall (H. philippensis)
- Guamrall (H. owstoni)
- Newbritainrall (H. insignis)
- Rovianarall (H. rovianae)
- Salomonrall (H. woodfordi) 
  - "Santaisabelrall" (H. [w.] immaculata) – urskiljs som egen art av Birdlife International
  - "Bougainvillerall" (H. [w.] immaculata) – urskiljs som egen art av Birdlife International
- Fijirall (H. poeciloptera)
- Lordhowerall (H. sylvestris)
- Mehorikirall (H. dieffenbachii) – utdöd
- Tahitirall (H. pacifica) – utdöd
- Wakerall (H. wakensis) – utdöd

Ytterligare tolv arter beskrivna från subfossila lämningar funna på öar i Stilla havet har dött ut av mänsklig påverkan under holocen:
- Rotarall (H. temptata)
- Aguijanrall (H. pisonii)
- Tinianrall (H. pendiculenta)
- Newirelandrall (H. ernstmayri)
- Tahuatarall (H. roletti)
- Uahukarall (H. gracilitibia)
- Nukuhivarall (H. epulare)
- Rostbandad rall (H. storrsolsoni)
- Huahinerall (H. huiatua)
- Mangaiarall (H. ripleyi)
- Euarall (H. vekamatolu)
- Tabuairall (H. steadmani)
- Vavaurall (H. vavauensis)
- Raparall (H. astolfoi)

Arterna fijirall och salomonrall placerades tidigare i Nesoclopeus och övriga i Gallirallus. DNA-studier har dock visat att Gallirallus är parafyletiskt visavi Nesoclopeus men även släktena Habroptila, Eulabeornis, Diaphorapteryx och Lewinia. Dessa rön har imoplementerats på olika vis, där IOC som här valt att dela upp Gallirallus i flera släkten, däribland Hypotaenidia (inkluderande Nesoclopeus), medan exempelvis Clements m.fl. istället expanderat Gallirallus till att även omfatta Habroptila och  Eulabeornis samt flytta en av arterna till Lewinia (se artikeln om Gallirallus för mer information).